# Zwickauer Mulde
Zwickauer Mulde er en flod i delstaten Sachsen i Tyskland og en af  Muldes bifloder. Den har sit udspring i Erzgebirge, nær Schöneck i Vogtlandkreis; Derfra løber den østover til Aue, så nordvestover til byen Zwickau der har givet navn til den, og videre nordover til Glauchau, Rochlitz og Colditz. Et par kilometer nord for Colditz løber Zwickauer Mulde sammen med Freiberger Mulde og danner Mulde der er en biflod til Elben.
50°24′41″N 12°24′12″Ø / 50.4114°N 12.4033°Ø